# 백열

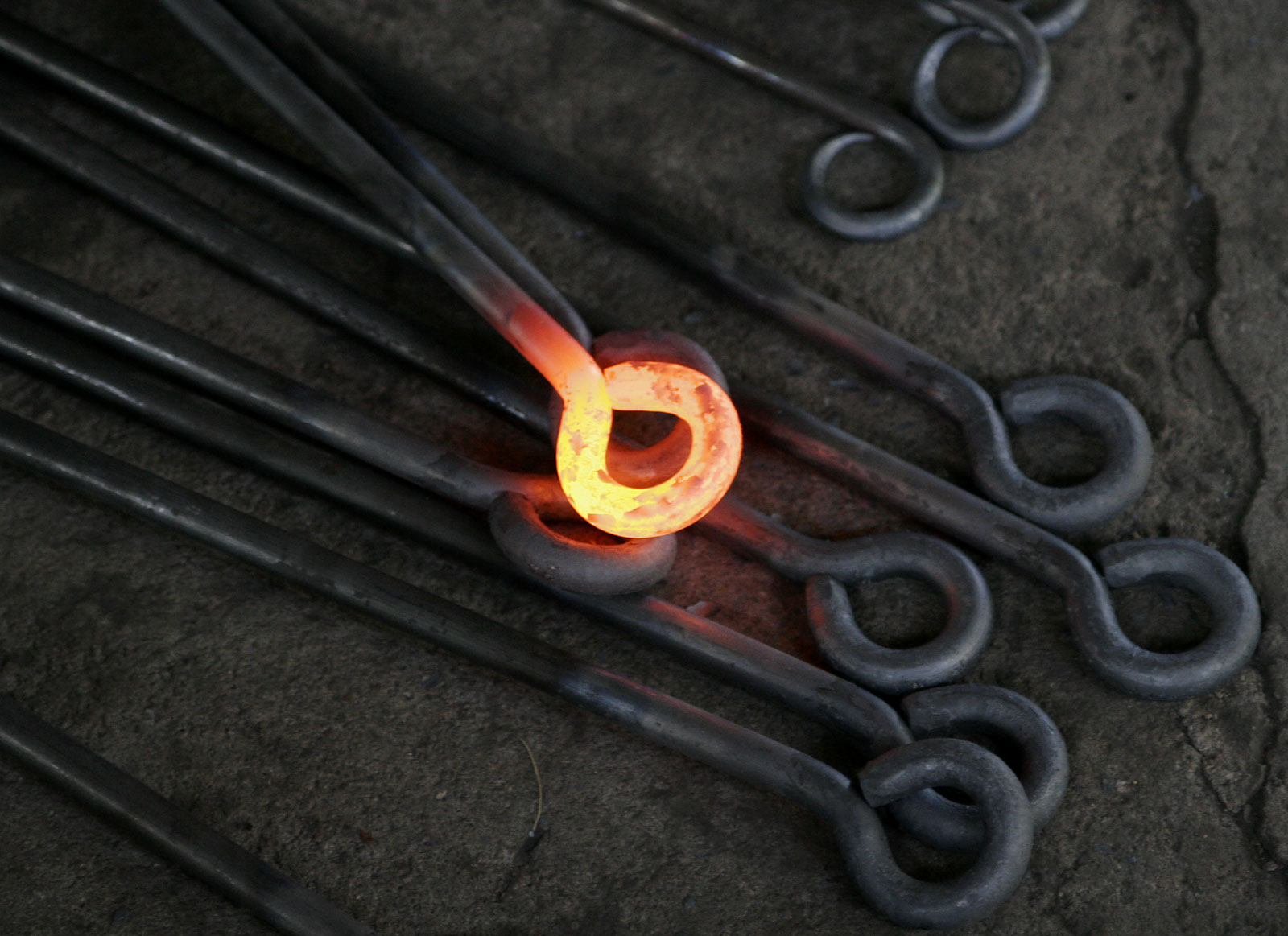

백열(白熱, incandescence)은 고온 물체에서 색의 온도에 의해 다르고 적열 상태에 이르러 더욱 가열하면 최고 강한 빛을 포함한 전자기파를 방사하는 현상이다. 대표적인 것의 백열 전구에 전류를 흘려서 텅스텐 필라멘트를 가열하고 그 온도 방사에 의해서 발광하는 상태가 해당된다.

## 같이 보기
- 광원 목록
- 발광